# Caso de Cristina Bergua
El caso de Cristina Bergua es el nombre por el que se conoce la desaparición de la joven de 16 años Cristina Bergua Vera el 9 de marzo de 1997 en Cornellá de Llobregat, Barcelona, sin dejar rastro. A pesar de las extensas investigaciones policiales y de los esfuerzos incansables de su familia por mantener vivo el caso en la opinión pública, nunca se ha logrado esclarecer qué ocurrió con ella. Su desaparición se ha convertido en un símbolo de las luchas familiares por la justicia en casos de personas desaparecidas y ha motivado diversas iniciativas de sensibilización sobre este problema en España.

## Los hechos
Los padres y amigos de Cristina desconfiaban de su pareja, Javier Román, de 26 años, e intentaban convencer a Cristina de que rompiera con él. Finalmente, después de tantas presiones, Cristina decide ir a casa de Javier para romper con él. El domingo 9 de marzo, Cristina avisa que ese día se lo reservaría para ella.
Al llegar la noche, alrededor de las 21:30, el hermano de Cristina, Germán Bergua, llega a casa de sus padres sin la chica. El padre se extraña de la tardanza de Cristina debido a la puntualidad de esta. Tenía que llegar a casa a las 22:00, pero no lo hizo. Es entonces cuando el hombre decide ir a la policía a denunciar la desaparición de su hija, quienes la desestiman por falta de pruebas y sabiendo que era normal en los adolescentes retrasarse un par de horas. Por otra parte, tenían el protocolo de esperar 24 horas para denunciar una desaparición.
La madre de Cristina llama una por una a las amigas de su hija. Es David, el mejor amigo de Cristina, quien le dice que la joven había acudido a casa de Javier Román para dejar la relación ya que era un maltratador y un posesivo. Ante el desconocimiento de los padres de la ubicación del domicilio de Javier, es el hermano de Cristina quien acude a su casa para intentar obtener información del paradero de Cristina. Javier recibe a Germán, y este le informa de su desaparición. Javier Román le confirma que estuvo con ella por la tarde, pero que a las 21:00 la dejó en una carretera de Esplugues, a 5 minutos de su casa, y que no sabía nada más de su paradero desde entonces.

## Investigación
El 10 de marzo de 1997, la policía termina aprobando la denuncia. Se establece como principal sospechoso a Javier Román debido a la pasividad de este ante la desaparición de la chica. La familia empapeló Barcelona y alrededores con papeles de Se Busca. Además, el padre de Cristina contacta con Paco Lobatón para que hablen del caso de Cristina en ¿Quién sabe dónde? A los pocos minutos del comienzo del programa, se recibe la primera de cientos de llamadas de gente que afirmaba tener pistas sobre el paradero de Cristina. Entre esas llamadas, los padres recibieron una inquietante comunicación en la que una voz femenina, que ellos identificaron como la de Cristina, decía «papá, soy Cristina. Ven a buscarme» antes de colgar. La policía comienza a rastrear la llamada y descubren que viene desde Manresa, a 55 kilómetros del lugar en el que se ve a Cristina por última vez. Se descubre que la autora de la llamada era una limpiadora que se hizo pasar por la joven.

Mientras, la policía interrogó hasta 6 veces a Javier Román, quien mantiene su versión de los hechos. Al verse en el punto de mira, el 6 de junio de 1997, Javier Román decide acudir al programa de Àngel Casas, Cas Obert, en TV3 para hablar sobre el caso. La policía aprovecha este momento para instalar cámaras en el plató del programa y poder analizar cuidadosamente las reacciones y los gestos del chico durante la entrevista.
Àngel Casas: han pasado tres meses sin que se sepa nada de Cristina. [...] ¿Dónde crees que está?
Javier Román: no lo sé.
Àngel Casas: ¿cuánto hace que la conocías?
Javier Román: unos cuatro años.
Àngel Casas: cuatro años. ¿Ella tenía once cuando la conociste?
Javier Román: más o menos.
Àngel Casas: ¿y cómo la conociste? Porque cuando ella tenía 11 años tú tenías 22. Había una gran diferencia de edad.
Javier Román: por un compañero suyo que vivía en mi calle. Vecino mío.
[...]
Javier Román: (estoy con ella) hasta las nueve que ella se tenía que ir. Yo la acompaño a las nueve, que hay cinco minutos desde donde yo la dejo. Me vuelvo a mi casa, me cambio, y estoy en mi casa toda la noche.
A lo largo de la entrevista, llegó a insinuar que Cristina pudo fugarse a Andorra, que le podría haber pasado algo en el trayecto a su casa e, incluso, que los padres la habían pegado. También comentó que él no se enteró de la desaparición de Cristina hasta pasados tres días, información que se demostró que era mentira.
Javier Román: se ha llamado al alcalde de Andorra y a la policía local y no tienen ningún conocimiento de la desaparición de esta chica. [...] Si ella suele ir a su casa a las diez y ese domingo se va a las nueve, lo interesante es qué hace esa hora de nueve a diez. [...] Los padres han puesto una denuncia de que ha desaparecido esta chica. Y es cuando voy por primera vez a la policía.
*Suena el teléfono*.
Àngel Casas: buenas noches. ¿Con quién hablo?
Luisa Vera: Soy Luisa Vera, la mamá de Cristina Bergua. [...] Cuando una persona sale en un medio de comunicación lo menos que puede decir es la verdad. Lo que quiero decirle es que me diga el moratón que tenía (Cristina Bergua) en la cara cómo me explica que lo tenía en la cara. Yo sé que eso se lo ha hecho él (Javier Román).
Javier Román: Lo que tenía en la mejilla [...] es un chupetón.
Luisa Vera: Un chupetón no duele. Yo le puse hielo y le dolía. 
Entonces, la policía accede a la carretera de Esplugues, donde Javier había dicho que dejó a Cristina. Ninguna de las personas que se encontraban en aquella carretera esa noche había visto a Cristina. Al no tener testigos, la policía archivó el caso, entrando este en Secreto de sumario. El padre de Cristina, debido a la falta de colaboración policial, decidió contactar con Jorge Colomar, un investigador privado para que se centrase en el caso de su hija durante una semana. En el informe se detalla la implicación de Javier Román en la desaparición de la joven y el posible lugar en el que se pudiera encontrar el cuerpo de la chica:
El informe sugiere que Cristina se encuentra en una fuente del lugar y que Javier se deshizo del cuerpo con ayuda de un amigo, ya que él no tenía coche y la zona se encuentra a 10 kilómetros de Cornellà.
La policía no encontró indicios del cuerpo de Cristina en la zona que se detallaba en el informe. Se pidió una orden de registro de la casa de Javier, pero no se encontraron restos del ADN de Cristina. Sin embargo, descubren que la vivienda de Javier, al ser un bajo, conectaba con el alcantarillado de la ciudad a través de un pozo del patio. Recorrieron un total de 3 kilómetros del alcantarillado sin encontrar rastro de la chica. 
La familia, por su parte, decidió crear Inter-SOS, una asociación para buscar a personas que habían desaparecido sin causa aparente.
Después de tres meses sin novedades, el 22 de abril de 1998 el caso de Cristina sale en los periódicos después de que una carta anónima llegase a comisaría con una palabra escrita sobre el sobre: AYUDA. En el interior, había una carta escrita a mano donde se confesaba que Cristina Bergua Vera había sido asesinada y su cuerpo se encontraba en los contenedores de Cornellá. La policía rastreó un área de 100 metros cuadrados en el vertedero del Garraf, a 17 kilómetros de Cornellá. Tras varios días de búsqueda, se suspendió la búsqueda por el elevado coste que suponían las operaciones, que ascendían ya a más de 100 millones de pesetas.
La Generalidad de Cataluña decide reabrir el caso debido a las presiones sociales unos meses después, haciéndose cargo de todos los gastos que supone la investigación. Se llega a localizar la basura que se tiró en el vertedero en marzo del 1997. Es entonces cuando se dan cuenta de que los residuos generados durante la semana de la desaparición son los únicos que faltan en el vertedero. Esos residuos se encontraban depositados al fondo del vertedero, enterrados a más de 30 metros de profundidad entre basuras. La búsqueda se suspendió definitivamente debido a la imposibilidad de acceso a los restos. Con ello, el caso de Cristina Bergua se archivó en mayo de 1998.
En 2002, el caso pasa a los Mozos de Escuadra. El caso se reabrió para enfocarse principalmente en el análisis de muestras de ADN, aprovechando los avances significativos en esta tecnología, y en el examen de cuerpos de escritura relacionados con los anónimos que la familia había recibido en el pasado. Sin embargo, todos estos esfuerzos resultaron infructuosos. En 2015, un nuevo anónimo llegó a través de correo electrónico, sugiriendo buscar en una zona cercana al Delta de los alrededores de Gavá.
Según la Unidad Central de Personas Desaparecidas (UCPD), el mensaje fue enviado desde servidores ocultos, lo que hizo imposible rastrear su origen o identificar al remitente. Además, la amplitud de la zona señalada complicó enormemente las tareas de búsqueda, que se limitaron a la toma de fotografías y una inspección inicial del terreno, sin que pudieran continuar con exploraciones más detalladas.
En 2017 fue declarada oficialmente como fallecida.